# Thomas Stoltzer
Thomas Stoltzer, ook Stolczer of Scholczer (Schweidnitz (Silezië, nu in Polen), omstreeks 1475-80 - Ofen (Boeda, Hongarije), 29 augustus 1526 of nabij Znaim in Moravië, maart 1526, of misschien zelfs na 1544) was een Duits componist.

## Leven
De eigentijdse bronnen over Stoltzers leven zijn schaars. Onder meer uit de levensbeschrijvingen van de Silezische humanist Johannes Lang, die op hun beurt weer omstreeks 1600 zijn overgeleverd via Melchior Adam, komen we een aantal zaken te weten.
Thomas was mogelijk een verwant van Clemens Stoltzer, een stadsklerk in Schweidnitz, die misschien zelfs zijn vader was. Omdat Heinrich Finck in Polen werkte toen Thomas nog een kind was en omdat het buiten kijf staat dat Stoltzer Fincks muziek kende (zijn eigen composities staan duidelijk onder diens invloed), is er geopperd dat hij bij hem in de leer zou zijn geweest.
In 1519 was Thomas Stoltzer priester in Breslau. Hij had daar een Altarlehen in de Sint-Elisabethkathedraal en staat ook opgetekend als vicarius discontinuus, hetgeen aangeeft dat hij daar niet permanent verblijf hield. Hij beschikte dus over een vast inkomen en een eigen woning. Hoewel niet gedocumenteerd is of hij daar ook als componist actief was, lijkt het waarschijnlijk dat hij de hem ter beschikking staande tijd voor componeren heeft benut.
Een Wittenbergse student, Sebastian Helmann, die uit Breslau afkomstig was, wist de Silezische hervormer Johann Hess te melden dat Stoltzer sympathie voor de door Martin Luther op gang gebrachte Reformatie zou vertonen, maar Helmann schatte Stoltzers neiging terzelfder tijd als een tijdelijke bevlieging in. Ondanks Hellmanns verzoek geen missen meer te celebreren, bleef Stoltzer dit toch minstens nog tot 1522 doen. Wellicht vreesde hij zijn betrekking te verliezen en zette hij zich daarom niet metterdaad voor de hervorming in. Wat er ook van zij, Stoltzer componeerde in elk geval muziek op Lutherse Duitse teksten, waaronder vier psalmen. Het grootste deel van zijn oeuvre bestond nochtans uit Latijnse katholieke liturgische werken waaronder een aantal Latijnse hymnes.
Van zijn werken werden er 39 opgenomen in de in 1542 in Wittenberg door G. Rhaw uitgegeven Lutherse Sacrorum hymnorum liber primus. Zijn muziek raakte over heel Europa verspreid en toen zijn roem al verworven was, in 1518, schreef Joachim Badian over zijn muzikale begaafdheid, onder meer zijn kundigheid in het noteren van muziekstukken die hij nog maar een keer of twee had gehoord.
Waarschijnlijk nam Stoltzer vijf weken verlof in Breslau om met zijn motet Beati omnes in Ofen (Boeda) het huwelijk luister bij te zetten dat op 13 januari 1522 werd gesloten tussen Lodewijk II van Hongarije en Bohemen, en Maria van Oostenrijk, de dochter van Filips de Schone en zus van keizer Karel V. Koning Lodewijk, die zowel over Hongarije als Bohemen regeerde, van 1517 tot 1526, was dan nog maar pas gekroond. Een aantal maanden later bouwde hij zijn Hongaarse hofkapel uit, die onder het bestuur van koning Matthias Corvinus al op een behoorlijk niveau was gebracht, en hij stelde Stoltzer op 8 mei 1522 als magister capellae (kapelmeester) aan in de Hongaarse hoofdstad Ofen. Het lijkt erop dat koningin Maria de aanstelling steunde, want als dank componeerde Stoltzer de vier Lutheraanse psalmzettingen. Stoltzer werd een bijzonder vruchtbare componist, mede doordat hij over behoorlijke muzikanten en zangers kon beschikken en een vaste betrekking had. De jonge humanist Johannes Lange was een tijdlang leider en leraar van de koorknapen.
Er is een brief van 23 februari 1526 van Thomas Stoltzer bewaard, gericht aan hertog Albrecht van Pruisen, voor wie hij al in opdracht muziek had gecomponeerd, en waarin hij zuiver muzikale onderwerpen aansnijdt, zoals de tekstkeuze of de instrumentatie, maar waarin hij bij de hertog ook naar een betrekking als kapelmeester in Koningsbergen lijkt te talen.
Op 29 augustus 1526 overleed koning Lodewijk bij de Slag bij Mohács, waar de Hongaren door de Ottomanen onder leiding van sultan Süleyman I werden verslagen. Er is lang aangenomen dat ook Stoltzer daar aan de zijde van zijn vorst het leven liet. Er is echter geen bewijs van dat Stoltzer de koning op zijn veldtocht zou hebben vergezeld, noch kan de bewering hard worden gemaakt dat hij mogelijk kort daarop bij de belegering van Boeda door de Ottomanen om het leven kwam. Het is zelfs niet uitgesloten dat hij nog in leven was tussen 1536 en 1544, toen overigens het grootste deel van zijn werken in verzamelbundels werden opgenomen. Uit meer recent opgedoken documenten blijkt dat hij overleed toen hij uitschoof bij het oversteken van een gezwollen rivier in Carpathia; hij verloor zijn evenwicht en werd door de stroming meegetrokken.

## Werken
Thomas Stoltzer componeerde meer dan 150 werken, die in 90 verschillende bronnen bewaard zijn gebleven, waarvan 30 werden uitgegeven (door Schöffer, Apiarius, Ott, Petreius, Rhaw en anderen), en 60 alleen in handschriften zijn overgeleverd. Ze bleven nog jarenlang op het repertoire staan, zolang althans als het cantus firmus-principe in de muziek gangbaar bleef (dat wil zeggen, tot in de 17e eeuw). Daarbij gaat het vooral om geestelijke werken, waarvan hij elk genre beheerst (missen, motetten, magnificats, hymnen), maar hij schreef ook wereldlijke liederen. Zijn vroegste muziekstukken volgen de veeleer conservatieve stijl van Finck, maar in latere werken pikt hij elementen op uit de Nederlandse school, onder meer het gebruik van imitatie en de opdeling van de compositie.
Zijn meest bijzondere werken zijn de psalmmotetten (14 Latijnse en 4 Duitse). Thomas Stoltzer stuurde de hertog een uitgewerkte compositie van de 37e psalm in een Lutheraans Duitse prozaversie, opgedeeld in zeven delen (motetzetting) voor drie tot zeven stemmen. De Duitse psalmen 12, 13, 37 en 86 worden door Otto Kade geacht het betere watermerk van Stoltzers compositorische gaven te vertegenwoordigen. Deze meesterwerken van zijn oeuvre hadden een invloed op talrijke Duitse componisten, onder wie Reusch, Dressler, Köler, Rab of Popel. De handschriften waarin deze psalmen worden bewaard, en tot de verwerving waarvan Kade in 1858 door zijn onderhandelingen heeft bijgedragen, bevinden zich nu in de Staatsbibliothek in Dresden. Eén ervan, Psalm xii., Hilf, Herr die Heiligen sind abgenommen, is sindsdien gepubliceerd in de bijlage tot Ambroses Geschichte. Ambrose steekt de loftrompet over Stoltzers Latijnse psalmen en motetten, die in de periode 1538 tot 1545 en 1569 in verschillende bundels werden opgenomen. Zijn waardering motiveert hij in het bijzonder waar het de 39 vier- en vijfstemmige zettingen van de Latijnse kerkhymnen betreft; Stoltzers bijdrage tot Georg Rhaws Sacrorum hymnorum liber primus van 1542. Die laatste beschouwt hij wel als enigszins zwaar op de hand liggend, maar ook als blijk gevend van kundig vakmanschap.
Andere Duitse werken van Stoltzer zijn zeven zettingen van geestelijke gezangen en tien wereldlijke liederen in de verzamelingen van Schöffer (1536), Forster (1539), en Ott (1544). Een van de wereldlijke liederen, Entlaubet ist der Walde verdient in het bijzonder te worden vermeld omdat Stoltzers melodie die in de tenor ligt nadien is gebruikt als koraalmelodie voor de hymne Ich dank dir, lieber Herre. De melodie zelf zou nog teruggaan tot ongeveer 1452 en is ook opgenomen in Hans Gerle's luitboek van 1532. In een harmonisering van Johann Sebastian Bach is het het slot van diens cantate Wer da glaubet und getauft wird (BWV37). Met Stoltzers eigen harmonisering is het opgenomen in Schöberlein's Schatz, Bd. iii. n. 443. Het vierstemmige lied Ich wünsch alln frauwen ehr, dat als Ic weinsche alle scoene vrauwen eere ook bekend is uit het oeuvre van Jacob Obrecht, wordt in Otts bundel van 1544 aan Stoltzer toegeschreven. Een van de geestelijke gezangen verdient in het bijzonder te worden vermeld, namelijk König, ein Herr ob alle Reich, omdat de eerste woorden van de drie verzen afkomstig zijn van het acrostichon 'König Ludwig' (koning Lodewijk van Hongarije) en de hymne zelf voor het eerst opduikt samen met de meer bekende Mag ich Unglück nicht widerstehn die ook een acrostichon vormt, namelijk 'Maria' (voor koningin Maria, Lodewijks vrouw). Een groot aantal Latijnse motetten van Stoltzer is in handschrift overgeleverd in de bibliotheek van Zwickau.

## Discografie
- (en)  Discografie van Stoltzer op Medieval.org